# Scipiolus validus
Scipiolus validus is een zeespin uit de familie Ammotheidae. De soort behoort tot het geslacht Scipiolus. Scipiolus validus werd in 1957 voor het eerst wetenschappelijk beschreven door Stock. 